# Golfe du Saint-Laurent
Pour les articles homonymes, voir Laurent et Saint-Laurent.
Le golfe du Saint-Laurent est un golfe de l'Est du Canada communiquant avec l'océan Atlantique. Il est l'un des plus vastes golfes intérieurs du monde avec une superficie d'environ 226 000 km2. Il draine un large bassin versant de 1 600 000 km2 comprenant les Grands Lacs nord-américains.  Le fleuve Saint-Laurent s'y jette, à l'extrémité orientale d'un des plus vastes estuaires du monde.

## Localisation
L'Organisation hydrographique internationale (OHI) définit les limites du golfe du Saint-Laurent de la façon suivante :
- au nord-est : une ligne partant du cap Bauld (pointe nord de l'île Quirpon 51° 40′ N, 55° 25′ O), jusqu'à l'extrémité est de Belle Isle et aux récifs de Northeast Ledge (52° 02′ N, 55° 15′ O) ; de là, une ligne joignant ces récifs à l'extrémité est du cap Saint-Charles, au Labrador;
- au sud-est : une ligne depuis le cap Canso (45° 20′ N, 61° 00′ O) à Red Point (45° 35′ N, 60° 45′ O), dans l'île du Cap-Breton, ensuite à travers cette île jusqu'au cap Breton et à la pointe Blanche (46° 45′ N, 56° 11′ O), dans l'île Saint-Pierre, et de là jusqu'à la pointe sud-ouest de l'île Morgan (Morgans Island) (46° 51′ N, 55° 49′ O) ;
- à l'ouest : le méridien de 64°30' de longitude ouest, mais de telle façon que l'ensemble de l'île d'Anticosti soit inclus dans le golfe.

## Hydrographie
Le golfe du Saint-Laurent est délimité au nord par la péninsule du Québec-Labrador comprenant la Côte-Nord du Québec, à l'est par Terre-Neuve, au sud par la côte sud-est de l'île du Cap-Breton, au sud-ouest par la Nouvelle-Écosse, et à l'ouest par le Nouveau-Brunswick puis par la Gaspésie (province de Québec).
Il communique avec  l'Atlantique à travers deux passages : le détroit de Belle Isle entre Terre-Neuve-et-Labrador et le détroit de Cabot entre Terre-Neuve et l'île du Cap-Breton. Une troisième  embouchure, le détroit de Canso entre l'île du Cap-Breton et la Nouvelle-Écosse continentale, a été fermée à la suite de la construction de la chaussée de Canso en 1955.
Dans l'Ouest du golfe se situent la baie des Chaleurs, un bras de mer du golfe du Saint-Laurent, un peu plus au sud l'estuaire de la rivière Miramichi (ou baie de Miramichi), le détroit de Northumberland qui sépare l'île du Prince-Édouard  du continent et enfin la baie Saint-Georges (Nouvelle-Écosse) (en), formée par la péninsule de Nouvelle-Écosse et l'île du Cap-Breton.

### Tributaires

Le chenal Laurentien est la partie la plus profonde du golfe. Contrairement â ce que laisse supposer cette carte les îles Saint-Pierre et Miquelon sont incluses dans le golfe.

L'estuaire du fleuve Saint-Laurent rejoint le golfe à travers deux détroits de part et d'autre de l'île d'Anticosti : le détroit de Jacques-Cartier au nord, entre l'île et la Côte-Nord, et la partie ouest du détroit d'Honguedo au sud, entre l'île et le Cap-des-Rosiers en Gaspésie.
Outre le fleuve Saint-Laurent, le golfe a pour tributaires la rivière Miramichi, la rivière Natashquan, la rivière Ristigouche, la rivière Margaree, et la rivière Humber.

### Îles

#### Terre-Neuve
L'île de Terre-Neuve se situe dans le golfe du Saint-Laurent, sa côte est-nord-est délimitant la partie nord-est du golfe. Autour de l'île principale, on trouve l'île Brunette, sur la côte sud, non loin de la péninsule de Burin, et l'île St John, au large de la côte nord-ouest, entourée de Flat Island (à l'ouest de St John), Round Head Island et Hare Island (à l'est). Au nord, au large de L'Anse aux Meadows, se situe Great Sacred Island.

#### Grandes îles et archipels
Le golfe comprend trois autres îles majeures : l'île d'Anticosti, l'île du Prince-Édouard et l'île du Cap-Breton,
et deux archipels : les îles de la Madeleine et les îles Saint-Pierre et Miquelon.

#### Autres îles
L'île Saint-Paul, au large de l'île du Cap-Breton, est surnommée le cimetière du golfe, en mémoire des nombreux naufrages qui s'y sont produits. L'île Bonaventure près de la Gaspésie ainsi que l'île Brion et l'ancien phare du Rocher-aux-Oiseaux au nord-est des îles de la Madeleine sont d'importants refuges d'oiseaux migrateurs entretenus par le Service canadien de la faune.

### Estuaire du Saint-Laurent
L'eau salée du golfe, provenant de l'océan Atlantique, remonte dans le fleuve Saint-Laurent jusqu'à l'Île d'Orléans, près de la ville de Québec.
L'eau est saumâtre de l'embouchure du Fjord-du-Saguenay jusqu'à un lsecteur compris entre l'île d'Orléans et Montmagny, et salée à l'est du Fjord. Les marées se font sentir plus en amont, jusqu'à Pointe-du-Lac, sur le débouché oriental du lac Saint-Pierre, et qui marque l'origine de l'estuaire.

## Histoire
Le premier échange assez bien documenté entre Européens et Amérindiens dans la région du golfe eut lieu le 7 juillet 1534, dans la baie des Chaleurs, où Jacques Cartier, l'envoyé officiel du roi de France, avait fait la traite avec des indigènes, probablement des Micmacs. On sait par ailleurs que des pêcheurs européens (Basques, Bretons, Normands…) avaient précédé ce dernier, car ils fréquentaient les côtes du golfe (et leurs occupants) chaque été, depuis belle lurette. Cela, pas seulement sur les bancs de Terre-Neuve (le plateau continental de cette grande île à la sortie du golfe), mais partout où abondait  notamment la morue.
Puisqu'ils faisaient longtemps sécher leurs prises au soleil et au vent, sur des vigneaux (treillis horizontaux surélevés) installés sur la grève, les pêcheurs voyaient inévitablement des autochtones approcher, avec qui ils échangeaient des produits métalliques européens (couteaux, hameçons, chaudrons…) ou des morues… contre des produits locaux (maïs, viandes de gibiers, saumons, petits fruits, fourrures…).
Plus tard, lors des guerres franco-britanniques qui se prolongèrent en Amérique, le contrôle des pêcheries dans le golfe du Saint-Laurent fut un enjeu de taille. Ce golfe fut d'ailleurs le théâtre de nombreuses batailles navales opposant les colons anglais aux colons français.
Le Saint-Laurent dont il est question dans le toponyme est Laurent de Rome, diacre martyrisé dans les premiers siècles de la chrétienté.

## Parcs nationaux

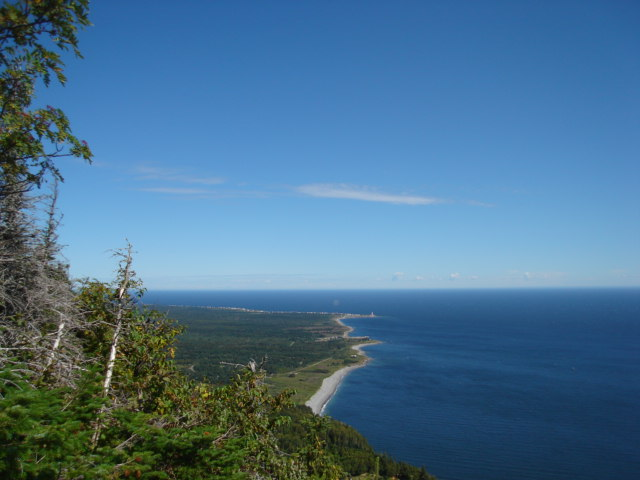
Golfe du Saint-Laurent à la hauteur du parc national de Forillon.

La région du golfe comprend plusieurs parcs nationaux canadiens : parc national de Forillon, parc national de Miguasha, parc marin du Saguenay–Saint-Laurent, parc national de l'Île-du-Prince-Édouard, parc national de Kouchibouguac, parc national de l'Île-Bonaventure-et-du-Rocher-Percé, parc national des Hautes-Terres-du-Cap-Breton, parc national du Gros-Morne, et l'Archipel-de-Mingan.

## Géographie
Des observations topométriques sous-marines du golfe du Saint-Laurent indiquent la présence d'une formation circulaire d'environ 290 km de diamètre dont le centre est situé entre les îles de la Madeleine et l'île-du-Prince-Édouard. Cette structure est peut-être un astroblème.